# Vitalparametre
Vitalparametre (eng. vital signs) er den lægevidenskabelige betegnelse for de vigtigste objektive livstegn og mål for grundliggende livsprocesser hos mennesket, såsom puls, blodtryk, iltmætning i blodet - typisk bedømt ved at se om huden på fx læberne er rød eller blå, åndedrætsfrekvens, legemstemperatur, bevidsthed og evne til at føle og styre lemmerne